# Buurhakaba
Buurhakaba este un oraș din Somalia. Are aproximativ 28.000 de locuitori.